# 華夏出版社
華夏出版社は1986年に設立された、中華人民共和国北京市東直門外香河園北里4号に本社を置く総合出版社である。中国残疾人連合会の管轄を受けている。
華夏出版社は専業出版を特色として、大衆出版と教育出版の両面を重視し、主に経済、管理、医学、広報学、西洋哲学、社会学、人類学など多方面に出版している。